# Seleção Brasileira Feminina de Futebol 7
A Seleção Brasileira Feminina de Futebol 7 atua internacionalmente representando o país em todos as competições oficiais da Federação Internacional de Futebol 7 (FIF7). O time tem forte tradição estando no pódio das quatro edições da Copa do Mundo da modalidade que já foram realizadas e sendo a única com o título de bicampeã mundial. O Brasil é tricampeão da Copa América e venceu as duas edições da Copa das Nações e uma Copa Intercontinental.

## A Seleção
A Confederação Brasileira de Futebol 7 (CBF7) é a entidade no país reconhecida pela Federação Internacional de Futebol 7 (FIF7)É a federação responsável pela representação do país na modalidade, autorizada pelo Ministério do Esporte e portanto responsável pelas Seleções Brasileira Masculina e Feminina de Futebol 7. A seleção participa de todas as competições oficiais da FIF7. Desde 2019, a baiana Dilma Mendes é a técnica do time.

### Lista de Jogadoras convocadas em 2023
Em 2023, a Seleção Brasileira Feminina de Futebol 7 iniciou sua temporada com um foco considerável na expansão de seu elenco e na busca por novos talentos. Para essa empreitada, a comissão técnica tomou a decisão de convocar um total de 44 jogadoras, que participaram de um ciclo de treinamentos distribuídos em três cidades do Brasil durante os meses de Abril e Maio. Além disso, o elenco foi ampliado para 48 atletas, com a adição de mais 4 jogadoras convocadas para a Nordeste Cup 2023.
Esse planejamento visou proporcionar uma oportunidade para um número maior de jogadoras demonstrarem seu potencial e serem avaliadas pela comissão técnica, a fim de fortalecer o elenco da Seleção Brasileira Feminina de Futebol 7 para as competições daquele ano. 
Duas competições de destaque estavam no horizonte: a Copa das Nações e a Copa do Mundo, que aconteceram em Setembro no México.
Na segunda quinzena de Maio, houve uma nova convocação, considerando o desempenho das jogadoras nas competições regionais, bem como o progresso demonstrado durante o ciclo de treinamentos da Seleção. 
Importante destacar que a Futebol 7 Brasil se comprometeu a custear todas as despesas relacionadas ao transporte, hospedagem e alimentação de todas as atletas convocadas, demonstrando assim seu compromisso com o desenvolvimento do futebol feminino no país.
As atletas foram divididas em três grupos de trabalho:
15 e 16 de abril - Florianópolis (SC)
02 e 03 de maio - Teresina (PI)
06 e 07 de maio - Curitiba (PR)

#### CONVOCADAS

##### Grupo 01 - Florianópolis (SC)
- Allane - Figueirense (SC) - Goleira
- Emanuelle - Triunfo (SC) - Goleira
- Franciele da Silva - Triunfo (SC)
- Alessandra Kohl - Triunfo (SC)
- Jaqueline Peres - Figueirense (SC)
- Sabrina Moreira - Atlético Catarinense (SC)
- Caroline Félix - Babilônia (SC)
- Alessandra Nunes - Schuller (SC)
- Priscila Araújo - 12 Horas (SC)
- Heloisa Del Rei - Figueirense (SC)
- Marcela Biacho - 12 Horas (RS)
- Giulianne Domingues - Nova Era (RS)
- Carol Prá - Figueirense (SC)
- Tatiane Gonzaga - Figueirense (SC)
- Fabíola Costa - Serra Verde (RS)
- Tânia Pereira - Figueirense (SC)

##### Grupo 02 - Teresina (PI)
A comissão técnica ainda convocará mais 04 atletas na Nordeste Cup 2023.
- Brenda - Sampaio Corrêa (PI) - Goleira
- Janaína Queiroz - Pavanelly´s (CE)
- Iana Fritas - Vitória (BA)
- Marília Furtado - Minas de Ouro (CE)
- Eliane Sousa - Sampaio Côrrea (PI)
- Betinha - Chopp 04 (PI)
- Milene Magalhães - Futsamba (CE)
- Ravena Lorrany - Atlético Clube Saideira (PI)
- Sonaly - Pavanelly´s (CE)
- Nayara Couto - Vitória (BA)

##### Grupo 03 - Curitiba (PR)
- Eliane - Oeste (SP) - Goleira
- Cris - Atletico (PR) - Goleira
- Thais Andrade - Pinheiros (PR)
- Mariah Balsini - Oeste (SP)
- Bruna Valente - Pinheiros (PR)
- Roberta Oliveira - Pinheiros (PR)
- Nathalia Nunes - Atletico (PR)
- Maria Theresa - JGR Curitiba (PR)
- Tatiane Bueno - Pinheiros (PR)
- Thalita Cristina - Atlético (PR)
- Nadiny Fernanda - Colo-Colo (PR)
- Jéssica Silva - Oeste (SP)
- Alana Valencio - Colo-Colo (PR)
- Day Vieira - JGR Curitiba (PR)
- Aline Santos - JGR Curitiba (PR)
- Jessika Prates - Santa Cruz (PR)
- Tainara Santos - Dream Team (PR)
- Mariana Moraes - Oeste (SP)

## Torneios

### Copa do Mundo de Futebol 7
O Brasil foi o vencedor da primeira edição da Copa do Mundo de Futebol 7, em Curitiba, em 2018. Sete países participaram: Colômbia (vice-campeã), México, Argentina, Uruguai, Chile e Espanha. As brasileiras Marina Hohler, Luiza Jesus, e Fernanda Goes foram consagradas melhor jogadora, melhor goleira e artilheira.
Em 2019, a seleção foi campeão novamente derrotando a Rússia na final. O jogo foi decidido nos pênaltis com empate de 0 a 0 no tempo normal.  Pela primeira vez, os jogos ocorreram na Europa, em Roma (Itália). Além dos finalistas, outros quatro países jogaram: Argentina, Itália, Inglaterra e México. A brasileira Jéssica Getúlio foi eleita a melhor jogadora da competição.
Em 2021, a Seleção Brasileira foi vice-campeã perdendo o mundial para a Rússia. O Rio de Janeiro recebeu a edição que teve sete participantes contando com México, Colômbia, Chile, Argentina e Equador. Thais Andrade foi eleita a melhor jogadora da edição.
A Seleção do Brasil foi vice-campeã em 2023, a quarta a ser realizada, tendo perdido para o México nos jogos em Puebla (México) por 3 a 1.

### Copa América
Em 2018, cinco países participaram da primeira edição da Copa América de Futebol 7: Argentina, Brasil, Chile, México e Peru. Os jogos ocorreram em Lima, Peru, e o time brasileiro foi vice-campeão perdendo a final para o país anfitrião.
O time se tornou campeão em 2019, na edição realizada em Porto Alegre, com outros quatro países: Argentina (vice-campeã), Uruguai e Chile. As brasileiras Marina Hohler, Monique, e Fernanda Goes foram consagradas melhor jogadora, melhor goleira e artilheira.
Em 2020, o Brasil vence mais uma vez na edição realizada em Porto Alegre derrotando o México por 4 a 2 de virada.  Chile e Colômbia também participaram do torneio. Bel foi eleita a melhor jogadora e Taninha foi a artilheira. A técnica Dilma Mendes, em sua estreia, ganhou como melhor técnica da disputa.
O time brasileiro ganhou novamente a Copa América, em jogo dia 25 de julho de 2022, em Buenos Aires, Argentina, contra o time da Argentina. A seleção venceu a partida por 5 a 2 e se tornou tricampeã mundial. Cinco países estavam disputando incluindo Chile, Colômbia e Paraguai. Dilma Mendes foi premiada como a melhor treinadora.  E a a goleira Luana Bitellbrunn foi eleita a melhor do mundo na temporada enquanto Heloísa foi artilheira.

### Copa das Nações
Brasil foi campeão da Copa das Nações de 2018 derrotando a Colômbia na final, em São Paulo. Além da Seleção Brasileira, participaram Chile e time de Refugiados. As brasileiras Marina Hohler, Luiza Jesus, e Fernanda Goes foram consagradas melhor jogadora, melhor goleira e artilheira. O técnico Adré H foi considerado o melhor técnico.
O Brasil venceu a última edição da Copa das Nações, 2019. O time derrotou uma seleção de atletas de vários países chamada "World Team" em um jogo em Barcelona, Espanha. Em uma celebração pela chegada do outubro rosa, as jogadoras venceram a partida por 11 a 1.

### Copa Intercontinental
A seleção foi Campeã da Copa Intercontinental de Futebol 7, em 2017, em Curitiba. O Brasil não participou da edição de 2018, última a ser realizada.